# Skate America de 2002
O Skate America de 2002 foi a vigésima primeira edição do Skate America, um evento anual de patinação artística no gelo organizado pela United States Figure Skating Association, e que fez parte do Grand Prix de 2002–03. A competição foi disputada entre os dias 23 de outubro e 27 de outubro, na cidade de Spokane, Washington, Estados Unidos.

## Eventos
- Individual masculino
- Individual feminino
- Duplas
- Dança no gelo

## Medalhistas
| Evento                        | Ouro                                        | Prata                                         | Bronze                                           |
| Individual masculino detalhes | Brian Joubert · França                      | Alexander Abt · Rússia                        | Matthew Savoie · Estados Unidos                  |
| Individual feminino detalhes  | Michelle Kwan · Estados Unidos              | Ann Patrice McDonough · Estados Unidos        | Elena Liashenko · Ucrânia                        |
| Duplas detalhes               | Tatiana Totmianina · Maxim Marinin · Rússia | Anabelle Langlois · Patrice Archetto · Canadá | Pang Qing · Tong Jian · China                    |
| Dança no gelo detalhes        | Elena Grushina · Ruslan Goncharov · Ucrânia | Tatiana Navka · Roman Kostomarov · Rússia     | Tanith Belbin · Benjamin Agosto · Estados Unidos |

## Resultados

### Individual masculino
| Pos.              | Nome                | Nacionalidade  | Pontos | PC | PL |
| ----------------- | ------------------- | -------------- | ------ | -- | -- |
| Medalha de ouro   | Brian Joubert       | França         | 2.0    | 2  | 1  |
| Medalha de prata  | Alexander Abt       | Rússia         | 3.5    | 3  | 2  |
| Medalha de bronze | Matthew Savoie      | Estados Unidos | 6.0    | 6  | 3  |
| 4                 | Zhang Min           | China          | 6.0    | 4  | 4  |
| 5                 | Michael Weiss       | Estados Unidos | 8.5    | 5  | 6  |
| 6                 | Emanuel Sandhu      | Canadá         | 9.5    | 9  | 5  |
| 7                 | Vakhtang Murvanidze | Geórgia        | 12.0   | 10 | 7  |
| 8                 | Derrick Delmore     | Estados Unidos | 12.0   | 8  | 8  |
| 9                 | Sergei Davydov      | Bielorrússia   | 12.5   | 7  | 9  |
| 10                | Kensuke Nakaniwa    | Japão          | 15.5   | 11 | 10 |
| WD                | Alexei Yagudin      | Rússia         | —      | 1  | WD |

### Individual feminino
| Pos.              | Nome                  | Nacionalidade  | Pontos | PC | PL |
| ----------------- | --------------------- | -------------- | ------ | -- | -- |
| Medalha de ouro   | Michelle Kwan         | Estados Unidos | 1.5    | 1  | 1  |
| Medalha de prata  | Ann Patrice McDonough | Estados Unidos | 5.0    | 6  | 2  |
| Medalha de bronze | Elena Liashenko       | Ucrânia        | 5.0    | 4  | 3  |
| 4                 | Jennifer Kirk         | Estados Unidos | 6.0    | 2  | 5  |
| 5                 | Ludmila Nelidina      | Rússia         | 6.5    | 5  | 4  |
| 6                 | Viktoria Volchkova    | Rússia         | 8.5    | 3  | 7  |
| 7                 | Yukari Nakano         | Japão          | 10.0   | 8  | 6  |
| 8                 | Júlia Sebestyén       | Hungria        | 12.5   | 7  | 9  |
| 9                 | Miriam Manzano        | Austrália      | 13.0   | 10 | 8  |
| 10                | Annie Bellemare       | Canadá         | 14.5   | 9  | 10 |
| 11                | Zuzana Babiaková      | Eslováquia     | 17.0   | 12 | 11 |
| 12                | Elina Kettunen        | Finlândia      | 17.5   | 11 | 12 |

### Duplas
| Pos.              | Nome                                  | Nacionalidade  | Pontos | PC | PL |
| ----------------- | ------------------------------------- | -------------- | ------ | -- | -- |
| Medalha de ouro   | Tatiana Totmianina / Maxim Marinin    | Rússia         | 1.5    | 1  | 1  |
| Medalha de prata  | Anabelle Langlois / Patrice Archetto  | Canadá         | 3.5    | 3  | 2  |
| Medalha de bronze | Pang Qing / Tong Jian                 | China          | 4.0    | 2  | 3  |
| 4                 | Zhang Dan / Zhang Hao                 | China          | 6.0    | 4  | 4  |
| 5                 | Yuko Kawaguchi / Alexander Markuntsov | Japão          | 7.5    | 5  | 5  |
| 6                 | Tiffany Scott / Philip Dulebohn       | Estados Unidos | 9.0    | 6  | 6  |
| 7                 | Kathryn Orscher / Garrett Lucash      | Estados Unidos | 10.5   | 7  | 7  |
| 8                 | Tatiana Chuvaeva / Dmitri Palamarchuk | Ucrânia        | 12.0   | 8  | 8  |
| 9                 | Kristen Roth / Michael McPherson      | Estados Unidos | 13.5   | 9  | 9  |

### Dança no gelo
| Pos.              | Nome                              | Nacionalidade  | Pontos | DC | DO | DL |
| ----------------- | --------------------------------- | -------------- | ------ | -- | -- | -- |
| Medalha de ouro   | Elena Grushina / Ruslan Goncharov | Ucrânia        | 2.0    | 1  | 1  | 1  |
| Medalha de prata  | Tatiana Navka / Roman Kostomarov  | Rússia         | 4.0    | 2  | 2  | 2  |
| Medalha de bronze | Tanith Belbin / Benjamin Agosto   | Estados Unidos | 6.0    | 3  | 3  | 3  |
| 4                 | Galit Chait / Sergei Sakhnovski   | Israel         | 8.0    | 4  | 4  | 4  |
| 5                 | Melissa Gregory / Denis Petukhov  | Estados Unidos | 10.0   | 5  | 5  | 5  |
| 6                 | Kristin Fraser / Igor Lukanin     | Azerbaijão     | 12.0   | 6  | 6  | 6  |
| 7                 | Emilie Nussear / Mathew Gates     | Estados Unidos | 14.0   | 7  | 7  | 7  |
| 8                 | Nozomi Watanabe / Akiyuki Kido    | Japão          | 16.0   | 8  | 8  | 8  |
| 9                 | Josée Piché / Pascal Denis        | Canadá         | 18.0   | 9  | 9  | 9  |

## Quadro de medalhas
| Ordem | País           | Medalha de ouro | Medalha de prata | Medalha de bronze |    | Ordem por total |
| ----- | -------------- | --------------- | ---------------- | ----------------- | -- | --------------- |
| 1     | Rússia         | 1               | 2                |                   | 3  | 2               |
| 2     | Estados Unidos | 1               | 1                | 2                 | 4  | 1               |
| 3     | Ucrânia        | 1               |                  | 1                 | 2  | 3               |
| 4     | França         | 1               |                  |                   | 1  | 4               |
| 5     | Canadá         |                 | 1                |                   | 1  | 4               |
| 6     | China          |                 |                  | 1                 | 1  | 4               |
| TOTAL | TOTAL          | 4               | 4                | 4                 | 12 | —               |